# Eurocoupe féminine de basket-ball 2025-2026
Navigation
Saison précédente Saison suivante
L’Eurocoupe de basket-ball 2025-2026 est la 55e édition de la seconde compétition européenne de clubs de basket-ball féminins derrière l’Euroligue, la 24e sous le nom d’Eurocoupe. La saison commence le 18 septembre 2025 et se termine le 9 avril 2026 avec la finale.
Les vainqueurs de la compétition se qualifient automatiquement pour l’édition de la saison suivante, à moins qu’ils ne se qualifient pour l’Euroligue via leur championnat national.
L’ESB Villeneuve-d’Ascq est le champion en titre, après avoir remporté son deuxième titre la saison dernière.

## Format de compétition

### Saison régulière
Après le tour de qualification, les 48 équipes sont réparties en 12 groupes de 4. Les équipes classées 1re et 2e de chaque groupe sont qualifiées pour les playoffs, ainsi que les 4 meilleures troisièmes. Ces 28 équipes, ainsi que les 4 équipes reversées d’Euroligue, sont ensuite classées selon leurs résultats obtenus dans la saison régulière.

### Playoffs
Lors des playoffs, chaque confrontation se joue en match aller et retour, l’équipe ayant inscrit le plus de points lors des deux rencontres étant déclarée gagnante.

## Attribution des places par nation
L’attribution du nombre de places pour chaque nation est déterminé par le classement international fondé sur les résultats des trois saisons précédentes :
- Les nations classées du rang 1 à 5 peuvent qualifier cinq équipes ;
- Les nations classées du rang 6 à 10 peuvent qualifier quatre équipes ;
- Les nations classées au-delà de la 10e place peuvent qualifier trois équipes[2].

Outre la répartition basée sur le classement, les nations peuvent avoir des équipes supplémentaires participant à l’Eurocoupe, comme indiqué ci-dessous :
- (EL) : Équipes supplémentaires reversées de l’Euroligue

| Rang | Fédération      | Points | Équipes | Notes |
| ---- | --------------- | ------ | ------- | ----- |
| 1    | Turquie         | 262,00 | 2       |       |
| 2    | France          | 184,67 | 4       |       |
| 3    | Espagne         | 176,33 | 5       |       |
| 4    | Italie          | 115,33 | 3       |       |
| 5    | Tchéquie        | 110,67 | 4       |       |
| 6    | Hongrie         | 81,33  | 2       |       |
| 7    | Pologne         | 51,33  | 3       |       |
| 8    | Belgique        | 26,00  | 3       |       |
| 9    | Grèce           | 21,33  | 4       |       |
| 10   | Israël          | 20,00  | 1       |       |
| 10   | Grande-Bretagne | 20,00  | 0       |       |
| 12   | Roumanie        | 18,00  | 2       |       |
| 13   | Lituanie        | 11,33  | 1       |       |

| Rang | Fédération | Points | Équipes | Notes |
| ---- | ---------- | ------ | ------- | ----- |
| 14   | Portugal   | 10,67  | 2       |       |
| 15   | Slovaquie  | 10,00  | 1       |       |
| 15   | Allemagne  | 10,00  | 2       |       |
| 17   | Lettonie   | 8,00   | 1       |       |
| 18   | Suisse     | 7,33   | 3       |       |
| 19   | Serbie     | 6,00   | 1       |       |
| 20   | Luxembourg | 5,33   | 0       |       |
| 21   | Croatie    | 3,33   | 2       |       |
| 22   | Finlande   | 1,33   | 0       |       |
| 22   | Arménie    | 1,33   | 0       |       |
| 22   | Chypre     | 1,33   | 0       |       |
| 22   | Bulgarie   | 1,33   | 1       |       |
| 26   | Kosovo     | 0,00   | 1       |       |

## Équipes participantes
Les équipes participantes ont été annoncées le 8 juillet 2025. À partir de cette saison, les vainqueurs de la saison précédente peuvent participer à la compétition, quels que soient leurs résultats dans leur championnat national.
Le 15 juillet 2025, l’ASVEL féminin se retire de la compétition pour des raisons financières. Par conséquent, Baxi Ferrol s’est vu attribuer une place directe en phase de groupes et SBŠ Ostrava (cz) le statut de tête de série dans le tour de qualification.
Les équipes signalées par S sont tête de série lors du tour de qualification.
| Seizièmes de finale                      | Seizièmes de finale                  | Seizièmes de finale               | Seizièmes de finale                  |
| ---------------------------------------- | ------------------------------------ | --------------------------------- | ------------------------------------ |
| EL                                       | EL                                   | EL                                | EL                                   |
| Saison régulière                         |                                      |                                   |                                      |
| ELq                                      | ELq                                  | ELq                               | ELq                                  |
| ELq                                      | Beşiktaş Istanbul (4e)               | Emlak Konut SK Istanbul (tr) (5e) | Charnay BBS (3e)                     |
| Lattes-Montpellier (6e)                  | UF Angers B49 (7e)                   | ESB Villeneuve-d’Ascq LMT (9e)    | Perfumerías Avenida Salamanque (4e)  |
| CB Jairis (es) (5e, CW)                  | Estudiantes Madrid (6e)              | Uni FerrolF (8e)                  | Magnolia Basket Campobasso (it) (4e) |
| GEAS Basket Sesto San Giovanni (it) (6e) | KP Brno (3e)                         | Levharti Chomutov (cs) (4e)       | NKA Universitas PEAC Pécs (hu) (3e)  |
| AZS AJP Gorzów Wielkopolski (2e, CW)     | Ślęza Wrocław (pl) (3e)              | Zagłębie Sosnowiec (pl) (4e)      | Castors Braine (1er)                 |
| Kangoeroes Basket Malines (2e)           | Basket Namur-Capitale (3e)           | Athinaïkos Výronas (2e)           | Panathinaïkós Athènes (3e)           |
| Rapid Bucarest (ro) (4e)                 | Elitzur Ramla (3e)                   | Klaipėdos Neptūnas (2e)           | Benfica Lisbonne (1er)               |
| CUS Ponta Delgada (pt) (3e)              | Rutronik Stars Keltern (en) (1er)    | Saarlouis Royals (de) (2e)        | Piešťanské Čajky (en) (1er)          |
| TTT Riga (1er)                           | Nyon Basket Féminin (1er)            | BCF Elfic Fribourg (2e)           | PGM Ragusa Dubrovnik (1er)           |
| Trešnjevka 2009 Zagreb (en) (2e)         | Beroe Stara Zagora (en) (2e)         | KBF Peja 03 (2e)                  |                                      |
| Tour de qualification                    |                                      |                                   |                                      |
| LDLC Lyon ASVEL féminin (7e)             | Lointek Gernika Bizkaia (en)S (9e)   | Dinamo Sassari (it)S (10e)        | SBŠ Ostrava (cz)S (5e)               |
| DSK Basketball Brandýs (cz) (7e)         | KSC SzekszárdS (6e)                  | Panathlitikós Sykiés (el) (5e)    | PAS Giánnina (el) (7e)               |
| CS Universitatea ClujS (6e)              | BBC Troistorrents-Chablais (en) (5e) | ŽKK Student Niš (sr) (4e)         |                                      |

1. ↑  Initialement placé dans le tour de qualification, Baxi Ferrol a été placé dans la saison régulière après le retrait de l’ASVEL féminin[6].
2. ↑  Initialement placé dans le tour de qualification, l’ASVEL féminin se retire de la compétition pour raisons financières[6].
3. ↑  À la suite du retrait de l’ASVEL féminin, le SBŠ Ostrava est devenue tête de série lors du tour de qualification[6].

Légende
- T : vainqueur de l’édition 2024-2025
- F : finaliste de l’édition 2024-2025
- entre parenthèses : classement de l’équipe dans son championnat national lors de la saison régulière précédente ;
- EL : équipe ayant perdu son tour de qualification de l’Euroligue et reversée en Eurocoupe ;
- S : équipe tête de série lors du tour de qualification.

## Tirage au sort
La composition des chapeaux est annoncée le 17 juillet 2025, basée sur le classement des clubs établi par la FIBA. Le tirage au sort s’est tenu à Munich le 23 juillet 2025.
| Chapeau 1 | Chapeau 2 | Chapeau 3 | Chapeau 4 |
| --- | --- | --- | --- |
| Reversé des qualifications de l’EL 1 Reversé des qualifications de l’EL 2 Reversé des qualifications de l’EL 3 Reversé des qualifications de l’EL 4 Reversé des qualifications de l’EL 5 ESB Villeneuve-d’Ascq LMT Perfumerías Avenida Salamanque Lattes-Montpellier Beşiktaş Istanbul UF Angers B49 NKA Universitas PEAC Pécs (hu) Uni FerrolF | Estudiantes Madrid AZS AJP Gorzów Wielkopolski Elitzur Ramla Castors Braine Kangoeroes Basket Malines Rutronik Stars Keltern (en) TTT Riga BCF Elfic Fribourg KP Brno Basket Namur-Capitale Panathinaïkós Athènes Benfica Lisbonne | Zagłębie Sosnowiec (pl) Piešťanské Čajky (en) Levharti Chomutov (cs) CB Jairis (es) Charnay BBS Magnolia Basket Campobasso (it) GEAS Basket Sesto San Giovanni (it) Klaipėdos Neptūnas PGM Ragusa Dubrovnik CUS Ponta Delgada (pt) Beroe Stara Zagora (en) Emlak Konut SK Istanbul (tr) | Ślęza Wrocław (pl) Athinaïkos Výronas Rapid Bucarest (ro) Saarlouis Royals (de) Nyon Basket Féminin Trešnjevka 2009 Zagreb (en) KBF Peja 03 Qualifié 1 Qualifié 2 Qualifié 3 Qualifié 4 Qualifié 5 |

## Tour de qualification
Le tirage au sort des qualification se tiendra le 23 juillet 2025. Les matches allers se jouent le 18 septembre chez l’équipe 2, les matches retours le 25 septembre 2025 chez l’équipe 1 tête de série.
| Équipe 1                     | Score | Équipe 2                        | Aller | Retour |
| ---------------------------- | ----- | ------------------------------- | ----- | ------ |
| CS Universitatea Cluj        | 0–0   | ŽKK Student Niš (sr)            | 0–*0  | *0–0   |
| Lointek Gernika Bizkaia (en) | 0–0   | PAS Giánnina (el)               | 0–*0  | *0–0   |
| Dinamo Sassari (it)          | 0–0   | Panathlitikós Sykiés (el)       | 0–*0  | *0–0   |
| SBŠ Ostrava (cz)             | 0–0   | BBC Troistorrents-Chablais (en) | 0–*0  | *0–0   |
| KSC Szekszárd                | 0–0   | DSK Basketball Brandýs (cz)     | 0–*0  | *0–0   |

- Le vainqueur de la confrontation est qualifié pour la saison régulière.

## Saison régulière
Panathinaïkós Athènes

 Athinaïkos Výronas

Équipes d’Istanbul

 Beşiktaş Istanbul

 Emlak Konut SK Istanbul

Les 48 équipes sont réparties en 12 groupes de 4. Les équipes classées aux 1re et 2e places de chaque groupe se qualifient pour les playoffs, ainsi que les quatre meilleurs troisièmes.
Cette saison, Saarlouis Royals (de), Nyon Basket Féminin, Trešnjevka 2009 Zagreb (en) et KBF Peja 03 font leur entrée dans la saison régulière.
Pour la première fois depuis 2009-2010, la Croatie présente deux équipes en saison régulière.
Le Rapid Bucarest (ro) participe pour la première fois depuis que le tournoi a été renommé Eurocoupe.
21 fédérations nationales seront représentées cette saison, soit une de moins qu’en 2024-2025. Le Kosovo, la Bulgarie et la Croatie font leur retour dans la compétition après des absences de respectivement six, trois et deux ans. L’Arménie, Chypre, la Finlande et la Grande-Bretagne n’ont pas inscrit de club cette saison.
- Équipes qualifiées pour les seizièmes de finale
- Équipes qualifiées pour les seizièmes de finale en tant que meilleurs troisièmes
- Équipes éliminées
- Q : Équipes issues des qualifications
- ELq : Équipes reversées des qualifications de l’Euroligue

| Critères de départage |
| --- |
| Si les équipes sont à égalité à la fin de la saison régulière, le départage se fait dans l’ordre suivant : 1. bilan lors des confrontations des deux équipes 2. différence de points marqués et encaissés lors des confrontations des deux équipes 3. points marqués lors des confrontations des deux équipes 4. différence de points marqués et encaissés sur l’ensemble de la saison régulière 5. points marqués sur l’ensemble de la saison régulière |

### Groupe A
| Rang | Équipe                                  | Pts | J | G | P | Pp | Pc | Diff |  | Résultats (dom.\ext.)                   |   |   |   |   |
| ---- | --------------------------------------- | --- | - | - | - | -- | -- | ---- |  | --------------------------------------- | - | - | - | - |
| 1    | Reversé des qualifications de l’EL 1ELq | 0   | 0 | 0 | 0 | 0  | 0  |      |  | Reversé des qualifications de l’EL 1ELq |   | - | - | - |
| 2    | Castors Braine                          | 0   | 0 | 0 | 0 | 0  | 0  |      |  | Castors Braine                          | - |   | - | - |
| 3    | Magnolia Basket Campobasso (it)         | 0   | 0 | 0 | 0 | 0  | 0  |      |  | Magnolia Basket Campobasso (it)         | - | - |   | - |
| 4    | Trešnjevka 2009 Zagreb (en)             | 0   | 0 | 0 | 0 | 0  | 0  |      |  | Trešnjevka 2009 Zagreb (en)             | - | - | - |   |

### Groupe B
| Rang | Équipe                                  | Pts | J | G | P | Pp | Pc | Diff |  | Résultats (dom.\ext.)                   |   |   |   |   |
| ---- | --------------------------------------- | --- | - | - | - | -- | -- | ---- |  | --------------------------------------- | - | - | - | - |
| 1    | Reversé des qualifications de l’EL 4ELq | 0   | 0 | 0 | 0 | 0  | 0  |      |  | Reversé des qualifications de l’EL 4ELq |   | - | - | - |
| 2    | Basket Namur-Capitale                   | 0   | 0 | 0 | 0 | 0  | 0  |      |  | Basket Namur-Capitale                   | - |   | - | - |
| 3    | CB Jairis (es)                          | 0   | 0 | 0 | 0 | 0  | 0  |      |  | CB Jairis (es)                          | - | - |   | - |
| 4    | Vainqueur de la qualification 1Q        | 0   | 0 | 0 | 0 | 0  | 0  |      |  | Vainqueur de la qualification 1Q        | - | - | - |   |

### Groupe C
| Rang | Équipe                           | Pts | J | G | P | Pp | Pc | Diff |  | Résultats (dom.\ext.)            |   |   |   |   |
| ---- | -------------------------------- | --- | - | - | - | -- | -- | ---- |  | -------------------------------- | - | - | - | - |
| 1    | NKA Universitas PEAC Pécs (hu)   | 0   | 0 | 0 | 0 | 0  | 0  |      |  | NKA Universitas PEAC Pécs (hu)   |   | - | - | - |
| 2    | Elitzur Ramla                    | 0   | 0 | 0 | 0 | 0  | 0  |      |  | Elitzur Ramla                    | - |   | - | - |
| 3    | CUS Ponta Delgada (pt)           | 0   | 0 | 0 | 0 | 0  | 0  |      |  | CUS Ponta Delgada (pt)           | - | - |   | - |
| 4    | Vainqueur de la qualification 2Q | 0   | 0 | 0 | 0 | 0  | 0  |      |  | Vainqueur de la qualification 2Q | - | - | - |   |

### Groupe D
| Rang | Équipe                                  | Pts | J | G | P | Pp | Pc | Diff |  | Résultats (dom.\ext.)                   |   |   |   |   |
| ---- | --------------------------------------- | --- | - | - | - | -- | -- | ---- |  | --------------------------------------- | - | - | - | - |
| 1    | Reversé des qualifications de l’EL 3ELq | 0   | 0 | 0 | 0 | 0  | 0  |      |  | Reversé des qualifications de l’EL 3ELq |   | - | - | - |
| 2    | Kangoeroes Basket Malines               | 0   | 0 | 0 | 0 | 0  | 0  |      |  | Kangoeroes Basket Malines               | - |   | - | - |
| 3    | GEAS Basket Sesto San Giovanni (it)     | 0   | 0 | 0 | 0 | 0  | 0  |      |  | GEAS Basket Sesto San Giovanni (it)     | - | - |   | - |
| 4    | Vainqueur de la qualification 5Q        | 0   | 0 | 0 | 0 | 0  | 0  |      |  | Vainqueur de la qualification 5Q        | - | - | - |   |

### Groupe E
| Rang | Équipe                                  | Pts | J | G | P | Pp | Pc | Diff |  | Résultats (dom.\ext.)                   |   |   |   |   |
| ---- | --------------------------------------- | --- | - | - | - | -- | -- | ---- |  | --------------------------------------- | - | - | - | - |
| 1    | Reversé des qualifications de l’EL 2ELq | 0   | 0 | 0 | 0 | 0  | 0  |      |  | Reversé des qualifications de l’EL 2ELq |   | - | - | - |
| 2    | TTT Riga                                | 0   | 0 | 0 | 0 | 0  | 0  |      |  | TTT Riga                                | - |   | - | - |
| 3    | Emlak Konut SK Istanbul (tr)            | 0   | 0 | 0 | 0 | 0  | 0  |      |  | Emlak Konut SK Istanbul (tr)            | - | - |   | - |
| 4    | Saarlouis Royals (de)                   | 0   | 0 | 0 | 0 | 0  | 0  |      |  | Saarlouis Royals (de)                   | - | - | - |   |

### Groupe F
| Rang | Équipe                                  | Pts | J | G | P | Pp | Pc | Diff |  | Résultats (dom.\ext.)                   |   |   |   |   |
| ---- | --------------------------------------- | --- | - | - | - | -- | -- | ---- |  | --------------------------------------- | - | - | - | - |
| 1    | Reversé des qualifications de l’EL 5ELq | 0   | 0 | 0 | 0 | 0  | 0  |      |  | Reversé des qualifications de l’EL 5ELq |   | - | - | - |
| 2    | Rutronik Stars Keltern (en)             | 0   | 0 | 0 | 0 | 0  | 0  |      |  | Rutronik Stars Keltern (en)             | - |   | - | - |
| 3    | Levharti Chomutov (cs)                  | 0   | 0 | 0 | 0 | 0  | 0  |      |  | Levharti Chomutov (cs)                  | - | - |   | - |
| 4    | KBF Peja 03                             | 0   | 0 | 0 | 0 | 0  | 0  |      |  | KBF Peja 03                             | - | - | - |   |

### Groupe G
| Rang | Équipe                         | Pts | J | G | P | Pp | Pc | Diff |  | Résultats (dom.\ext.)          |   |   |   |   |
| ---- | ------------------------------ | --- | - | - | - | -- | -- | ---- |  | ------------------------------ | - | - | - | - |
| 1    | Perfumerías Avenida Salamanque | 0   | 0 | 0 | 0 | 0  | 0  |      |  | Perfumerías Avenida Salamanque |   | - | - | - |
| 2    | Panathinaïkós Athènes          | 0   | 0 | 0 | 0 | 0  | 0  |      |  | Panathinaïkós Athènes          | - |   | - | - |
| 3    | Klaipėdos Neptūnas             | 0   | 0 | 0 | 0 | 0  | 0  |      |  | Klaipėdos Neptūnas             | - | - |   | - |
| 4    | Nyon Basket Féminin            | 0   | 0 | 0 | 0 | 0  | 0  |      |  | Nyon Basket Féminin            | - | - | - |   |

### Groupe H
| Rang | Équipe                           | Pts | J | G | P | Pp | Pc | Diff |  | Résultats (dom.\ext.)            |   |   |   |   |
| ---- | -------------------------------- | --- | - | - | - | -- | -- | ---- |  | -------------------------------- | - | - | - | - |
| 1    | Lattes-Montpellier               | 0   | 0 | 0 | 0 | 0  | 0  |      |  | Lattes-Montpellier               |   | - | - | - |
| 2    | KP Brno                          | 0   | 0 | 0 | 0 | 0  | 0  |      |  | KP Brno                          | - |   | - | - |
| 3    | PGM Ragusa Dubrovnik             | 0   | 0 | 0 | 0 | 0  | 0  |      |  | PGM Ragusa Dubrovnik             | - | - |   | - |
| 4    | Vainqueur de la qualification 3Q | 0   | 0 | 0 | 0 | 0  | 0  |      |  | Vainqueur de la qualification 3Q | - | - | - |   |

### Groupe I
| Rang | Équipe                | Pts | J | G | P | Pp | Pc | Diff |  | Résultats (dom.\ext.) |   |   |   |   |
| ---- | --------------------- | --- | - | - | - | -- | -- | ---- |  | --------------------- | - | - | - | - |
| 1    | UF Angers B49         | 0   | 0 | 0 | 0 | 0  | 0  |      |  | UF Angers B49         |   | - | - | - |
| 2    | Estudiantes Madrid    | 0   | 0 | 0 | 0 | 0  | 0  |      |  | Estudiantes Madrid    | - |   | - | - |
| 3    | Piešťanské Čajky (en) | 0   | 0 | 0 | 0 | 0  | 0  |      |  | Piešťanské Čajky (en) | - | - |   | - |
| 4    | Rapid Bucarest (ro)   | 0   | 0 | 0 | 0 | 0  | 0  |      |  | Rapid Bucarest (ro)   | - | - | - |   |

### Groupe J
| Rang | Équipe                      | Pts | J | G | P | Pp | Pc | Diff |  | Résultats (dom.\ext.)       |   |   |   |   |
| ---- | --------------------------- | --- | - | - | - | -- | -- | ---- |  | --------------------------- | - | - | - | - |
| 1    | Beşiktaş Istanbul           | 0   | 0 | 0 | 0 | 0  | 0  |      |  | Beşiktaş Istanbul           |   | - | - | - |
| 2    | AZS AJP Gorzów Wielkopolski | 0   | 0 | 0 | 0 | 0  | 0  |      |  | AZS AJP Gorzów Wielkopolski | - |   | - | - |
| 3    | Charnay BBS                 | 0   | 0 | 0 | 0 | 0  | 0  |      |  | Charnay BBS                 | - | - |   | - |
| 4    | Athinaïkos Výronas          | 0   | 0 | 0 | 0 | 0  | 0  |      |  | Athinaïkos Výronas          | - | - | - |   |

### Groupe K
| Rang | Équipe                           | Pts | J | G | P | Pp | Pc | Diff |  | Résultats (dom.\ext.)            |   |   |   |   |
| ---- | -------------------------------- | --- | - | - | - | -- | -- | ---- |  | -------------------------------- | - | - | - | - |
| 1    | Uni FerrolF                      | 0   | 0 | 0 | 0 | 0  | 0  |      |  | Uni FerrolF                      |   | - | - | - |
| 2    | Benfica Lisbonne                 | 0   | 0 | 0 | 0 | 0  | 0  |      |  | Benfica Lisbonne                 | - |   | - | - |
| 3    | Zagłębie Sosnowiec (pl)          | 0   | 0 | 0 | 0 | 0  | 0  |      |  | Zagłębie Sosnowiec (pl)          | - | - |   | - |
| 4    | Vainqueur de la qualification 4Q | 0   | 0 | 0 | 0 | 0  | 0  |      |  | Vainqueur de la qualification 4Q | - | - | - |   |

### Groupe L
| Rang | Équipe                    | Pts | J | G | P | Pp | Pc | Diff |  | Résultats (dom.\ext.)     |   |   |   |   |
| ---- | ------------------------- | --- | - | - | - | -- | -- | ---- |  | ------------------------- | - | - | - | - |
| 1    | ESB Villeneuve-d’Ascq LMT | 0   | 0 | 0 | 0 | 0  | 0  |      |  | ESB Villeneuve-d’Ascq LMT |   | - | - | - |
| 2    | BCF Elfic Fribourg        | 0   | 0 | 0 | 0 | 0  | 0  |      |  | BCF Elfic Fribourg        | - |   | - | - |
| 3    | Beroe Stara Zagora (en)   | 0   | 0 | 0 | 0 | 0  | 0  |      |  | Beroe Stara Zagora (en)   | - | - |   | - |
| 4    | Ślęza Wrocław (pl)        | 0   | 0 | 0 | 0 | 0  | 0  |      |  | Ślęza Wrocław (pl)        | - | - | - |   |

### Classement des troisièmes de groupe
| Rang | Équipe    | Pts | J | G | N | P | Bp | Bc | Diff | Qualification             |
| ---- | --------- | --- | - | - | - | - | -- | -- | ---- | ------------------------- |
| 1    | Équipe 1  | 0   | 0 | 0 | 0 | 0 | 0  | 0  | 0    | Premier tour des playoffs |
| 2    | Équipe 2  | 0   | 0 | 0 | 0 | 0 | 0  | 0  | 0    | Premier tour des playoffs |
| 3    | Équipe 3  | 0   | 0 | 0 | 0 | 0 | 0  | 0  | 0    | Premier tour des playoffs |
| 4    | Équipe 4  | 0   | 0 | 0 | 0 | 0 | 0  | 0  | 0    | Premier tour des playoffs |
| 5    | Équipe 5  | 0   | 0 | 0 | 0 | 0 | 0  | 0  | 0    |                           |
| 6    | Équipe 6  | 0   | 0 | 0 | 0 | 0 | 0  | 0  | 0    |                           |
| 7    | Équipe 7  | 0   | 0 | 0 | 0 | 0 | 0  | 0  | 0    |                           |
| 8    | Équipe 8  | 0   | 0 | 0 | 0 | 0 | 0  | 0  | 0    |                           |
| 9    | Équipe 9  | 0   | 0 | 0 | 0 | 0 | 0  | 0  | 0    |                           |
| 10   | Équipe 10 | 0   | 0 | 0 | 0 | 0 | 0  | 0  | 0    |                           |
| 11   | Équipe 11 | 0   | 0 | 0 | 0 | 0 | 0  | 0  | 0    |                           |
| 12   | Équipe 12 | 0   | 0 | 0 | 0 | 0 | 0  | 0  | 0    |                           |